# Yazıhüyük, Derinkuyu
Yazıhüyük là một thị trấn thuộc huyện Derinkuyu, tỉnh Nevşehir, Thổ Nhĩ Kỳ. Dân số thời điểm năm 2011 là 3.555 người.